# Neuronema navasi
Neuronema navasi is een insect uit de familie van de bruine gaasvliegen (Hemerobiidae), die tot de orde netvleugeligen (Neuroptera) behoort. 
Neuronema navasi is voor het eerst wetenschappelijk beschreven door Kimmins in 1943.